# Gowripur, Sandur
Gowripur là một làng thuộc tehsil Sandur, huyện Bellary, bang Karnataka, Ấn Độ.